# 6179 Brett
A 6179 Brett (ideiglenes jelöléssel 1986 EN) a Naprendszer kisbolygóövében található aszteroida. Carolyn Shoemaker és Eugene Merle Shoemaker fedezte fel 1986. március 3-án.